# Alice & Zoroku
Alice & Zoroku  (アリスと蔵六?, Arisu to Zōroku) è un manga seinen scritto e disegnato da Tetsuya Imai, serializzato sul Monthly Comic Ryū di Tokuma Shoten dal 2012. Un adattamento anime, prodotto da J.C.Staff, è stato trasmesso in Giappone tra il 2 aprile e il 25 giugno 2017.

## Trama
L'esistenza di esseri umani con poteri soprannaturali è tenuta segreta e in un laboratorio di ricerca creato appositamente, si studiano i principi alla base dei poteri di queste persone, note come "Sogni di Alice". La storia è incentrata su Sana, una ragazzina orfana che vive all'interno della struttura di ricerca, impiegata come soggetto sperimentale e soprannominata "Regina Rossa" a causa del suo immenso potere nonostante la sua giovane età e il suo comportamento infantile.
Un giorno Sana riesce a fuggire dal laboratorio, entra per la prima volta nel mondo esterno e vaga senza meta per la città di Shinjukue, fino a che incontra un vecchio fioraio di nome Zouroku Kashimura. L'uomo, dopo alcune disavventure, la accoglie in casa sua e la adotta come sua nipote, quando capisce che la ragazzina non ha un posto dove tornare.

## Personaggi
Sana Kashimura (樫村 紗名?, Kashimura Sana)
Doppiata da: Hitomi Ōwada
Zōroku Kashimura (樫村 蔵六?, Kashimura Zōroku)
Doppiato da: Akio Ōtsuka

## Media

### Manga
Il manga, scritto e disegnato da Tetsuya Imai, ha iniziato la serializzazione sulla rivista Monthly Comic Ryū di Tokuma Shoten nel 2012. Il primo volume tankōbon è stato pubblicato il 13 aprile 2013 e al 13 dicembre 2024 ne sono stati messi in vendita in tutto tredici.
In Italia la serie è stata annunciata durante il Napoli Comicon 2023 da SaldaPress che la pubblica a partire dal 22 ottobre 2023. La traduzione dei testi è curata da Luigi Boccasile.
| Nº | Data di prima pubblicazione | Data di prima pubblicazione | Data di prima pubblicazione | Data di prima pubblicazione                                                |
| Nº | Giapponese                  | Giapponese                  | Italiano                    | Italiano                                                                   |
| -- | --------------------------- | --------------------------- | --------------------------- | -------------------------------------------------------------------------- |
| 1  | 30 marzo 2013               | ISBN 978-4-19-950337-5      | 22 ottobre 2023             | ISBN 979-12-54612-22-4 (ed. regolare) ISBN 979-12-54612-57-6 (ed. variant) |
| 2  | 13 settembre 2013           | ISBN 978-4-19-950356-6      | 8 dicembre 2023             | ISBN 979-12-54612-37-8                                                     |
| 3  | 29 marzo 2014               | ISBN 978-4-19-950391-7      | 23 febbraio 2024            | ISBN 979-12-54612-38-5                                                     |
| 4  | 11 ottobre 2014             | ISBN 978-4-19-950419-8      | 4 ottobre 2024              | ISBN 979-12-54612-90-3                                                     |
| 5  | 13 aprile 2015              | ISBN 978-4-19-950447-1      | 13 dicembre 2024            | ISBN 979-12-54613-19-1                                                     |
| 6  | 13 aprile 2016              | ISBN 978-4-19-950503-4      | 2025                        | ISBN 979-12-54613-20-7                                                     |
| 7  | 11 novembre 2016            | ISBN 978-4-19-950534-8      | —                           | —                                                                          |
| 8  | 13 maggio 2017              | ISBN 978-4-19-950565-2      | —                           | —                                                                          |
| 9  | 13 dicembre 2019            | ISBN 978-4-19-950693-2      | —                           | —                                                                          |
| 10 | 13 aprile 2023              | ISBN 978-4-19-950775-5      | —                           | —                                                                          |
| 11 | 13 luglio 2023              | ISBN 978-4-19-950820-2      | —                           | —                                                                          |
| 12 | 13 febbraio 2024            | ISBN 978-4-19-950845-5      | —                           | —                                                                          |
| 13 | 13 dicembre 2024            | ISBN 978-4-19-950886-8      | —                           | —                                                                          |

### Anime
Annunciato ufficialmente l'8 novembre 2016, un adattamento anime, prodotto da J.C.Staff e diretto da Katsushi Sakurabi, è andato in onda dal 2 aprile al 25 giugno 2017 con il primo episodio trasmesso come uno speciale dalla durata di un'ora. Le sigle di apertura e chiusura sono rispettivamente Wonder Drive di Oresema e Charm di toi toy toi. In tutto il mondo, ad eccezione dell'Asia, gli episodi sono stati trasmessi in streaming in simulcast, anche coi sottotitoli in lingua italiana, da Crunchyroll.

#### Episodi
| Nº | Titolo italiano Giapponese 「Kanji」 - Rōmaji                                            | In onda        | In onda |
| Nº | Titolo italiano Giapponese 「Kanji」 - Rōmaji                                            | Giapponese     |         |
| 1  | La fuga della Regina Rossa 「赤の女王、逃げる」 - Aka no joō, nigeru                     | 2 aprile 2017  |         |
| 2  | I sogni di Alice 「アリスの夢」 - Arisu no yume                                          | 9 aprile 2017  |         |
| 3  | Carte da gioco 「トランプ」 - Toranpu                                                    | 16 aprile 2017 |         |
| 4  | Qualcosa di non umano 「人でないモノ」 - Hito denai mono                                 | 23 aprile 2017 |         |
| 5  | Una casa in cui tornare 「帰るところ」 - Kaeru tokoro                                    | 30 aprile 2017 |         |
| 6  | La famiglia Kashimura 「樫村家」 - Kashimura-ke                                          | 14 maggio 2017 |         |
| 7  | Amiche 「ともだち」 - Tomodachi                                                          | 21 maggio 2017 |         |
| 8  | La strega cattiva 「悪い魔女」 - Warui majo                                              | 28 maggio 2017 |         |
| 9  | Dove sorride il gatto del Cheshire 「チェシャ猫の笑う場所」 - Chesha neko no warau basho | 4 giugno 2017  |         |
| 10 | La piccola regina 「小さな女王」 - Chiisa na joō                                         | 11 giugno 2017 |         |
| 11 | La regina e la strega 「女王と魔女」 - Joō to majo                                       | 18 giugno 2017 |         |
| 12 | Sono a casa 「ただいま」 - Tadaima                                                       | 25 giugno 2017 |         |